# Plaesius bisinuatus
Plaesius bisinuatus är en skalbaggsart som beskrevs av Schmidt 1892. Plaesius bisinuatus ingår i släktet Plaesius och familjen stumpbaggar. Inga underarter finns listade i Catalogue of Life.